# Ehemaliges Kiesgrubengelände nördlich Hellersberg
Ehemaliges Kiesgrubengelände nördlich Hellersberg este o arie protejată (arie specială de conservare — SAC, sit de importanță comunitară — SCI) din Germania întinsă pe o suprafață de 13,6 ha, integral pe uscat.

## Localizare
Centrul sitului Ehemaliges Kiesgrubengelände nördlich Hellersberg este situat la coordonatele 48°36′11″N 13°23′28″E / 48.6031°N 13.3911°E.

## Înființare
Situl Ehemaliges Kiesgrubengelände nördlich Hellersberg a fost declarat sit de importanță comunitară în noiembrie 2004 pentru a proteja 2 specii de animale. Situl a fost protejat și ca arie specială de conservare în aprilie 2016.

## Biodiversitate
Situată în ecoregiunea continentală, aria protejată conține 1 habitat natural: Păduri de fag Luzulo-Fagetum.
La baza desemnării sitului se află mai multe specii protejate de  amfibieni (2): izvoraș-cu-burta-galbenă (Bombina variegata), triton cu creastă (Triturus cristatus).